# 2387 Xi’an
A 2387 Xi'an (ideiglenes jelöléssel 1975 FX) a Naprendszer kisbolygóövében található aszteroida. Bíbor-hegyi Obszervatórium fedezte fel 1975. március 17-én.